# Церква Святої Параскеви П'ятниці (Дибще)
Церква Святої Параскеви П'ятниці в Дибщому — парафія і храм греко-католицької громади Козівського деканату Тернопільсько-Зборівської архієпархії Української греко-католицької церкви в селі Дибще Тернопільського району Тернопільської области.

## Історія церкви
У селі, починаючи з XVI століття, існувала стара дерев'яна церква, яку згодом продали в село Плавуча. Від неї залишилася лише стара дерев'яна дзвіниця.
Парафія була заснована наприкінці XVI століття, належачи до київського православ'я, а на початку XVIII століття перейшла в греко-католицизм. Новий храм збудували у 1870 році. Його архітектор був із Бережан, а розпис виконали майстри та учні Бережанської школи мистецтв.
До 1949 року парафія і храми належали до УГКЦ. У 1949 році державна влада змусила їх перейти до РПЦ, у підпорядкуванні якої вони перебували до грудня 1989 року. З грудня 1989 року парафія знову повернулася в лоно УГКЦ.
За свою історію парафію відвідували багато ієрархів. У 1938 році тут був владика Никита Будка, а в 1992 році — владика Михаїл Сабрига. 11 жовтня 1992 року проїздом із Зарваниці її відвідав владика Филимон Курчаба, а у 1993 році — владика Юліан Вороновський.
При парафії діють такі спільноти: Марійська і Вівтарна дружини, Парамонне братство, братство «Апостольство молитви», спільнота «Матері в молитві», а також церковне братство і сестринство.
На території парафії розташовані каплиця, хрест на честь скасування панщини, статуя Матері Божої, Місійний хрест та інші святині.

## Парохи
- о. Михайло Бородайкевич (1872);
- о. Карло Телявський (1885);
- о. Барановський (1903—1908);
- о. Михайло Абрагамовський (з 1914);
- о. Василь Вербовецький (осінь—грудень 1949);
- о. Ярослав Смолка;
- о. Володимир Шанайда;
- о. Штокало;
- о. Романишин;
- о. Валерій Вознюк;
- о. В. Письо;
- o. Григорій Галайко;
- о. декан Дмитро Долішняк (грудень 1989—1992);
- о. Іван Кравець (з 1992).